# Úplné zatmění
Úplné zatmění (v anglickém originále Total Eclipse) je koprodukční dramatický film z roku 1995. Režisérkou filmu je Agnieszka Hollandová. Pojednává o „prokletých básnících“ Rimbaudovi a Verlainovi. Hlavní role ztvárnili Leonardo DiCaprio, David Thewlis, Romane Bohringer, Dominique Blancová a Felice Pasotti Cabarbaye.

## Obsazení
| Leonardo DiCaprio        | Arthur Rimbaud      |
| David Thewlis            | Paul Verlaine       |
| Romane Bohringer         | Mathilde Maute      |
| Dominique Blancová       | Isabelle Rimbaudová |
| Felice Pasotti Cabarbaye | Isabelle            |
| Nita Klein               | Rimbaudova matka    |
| James Thiérrée           | Frederic            |
| Emmanuelle Oppo          | Vitalie             |